# بيتر كيف (صحفي)
بيتر كيف (بالإنجليزية: Peter Cave)‏ هو صحفي أسترالي، ولد في 1952 في نيوكاسل في أستراليا.